# Въоръжени сили на Беларус
Въоръжените сили на Беларус представляват армията на Беларус. Състоят се от сухопътни войски и от военновъздушни сили, които са под командването на Министерството на отбраната на Беларус с главнокомандващ министъра на отбраната, Генерал-майор Виктор Хренин. Беларус е континентална държава и няма военноморски флот.
Народна република Беларус, която е просъществувала от 1918 до 1919 година, не е имала възможност да създаде армия за краткото си съществуване, въпреки че са документирани такива намерения.
Сегашната армия е основана през 1992 година.

## Структура
Въоръжените сили на Република Беларус са формирани основно на базата на разформирования Беларуски военен окръг на Съветската армия, един от най-добре въоръжените в количествено и качествено отношение военни окръзи на Съветския съюз. Висш ръководен орган на беларуските въоръжени сили е Министерството на отбраната на Република Беларус. На негово подчинение са Генералният щаб, два основни вида въоръжени сили, един самостоятелен род войски и две специални категории войски.
МИНИСТЕРСТВО НА ОТБРАНАТА НА РЕПУБЛИКА БЕЛАРУС (беларуски: Міністэрства абароны Рэспублікі Беларусь, руски: Министерство обороны Республики Беларусь)
Генерален щаб на Въоръжените сили (беларуски: Генэральнi штаб Ўзброеных Сілаў, руски: Генеральный штаб Вооруженных Сил)
- - 40-а База за охрана, свръзка и обслужване
  - 72-ри Гвардейски обединен учебен център за подофицери и младши специалисти
  - 227-и Огневи полигон
  - 131-ва База за ремонт и съхранение на учебна техника

Сухопътни войски (беларуски: Сухапутныя войскі РБ, руски: Сухопутные войска РБ)
- части на централно подчинение:
  - Централен команден пункт на ВС РБ (Минск)
  - 361-ва Отделна база за охрана и обслужване на Министерството на отбраната на РБ (Минск)
  - 2287-и Отделен радиотехнически батальон (Брест)
  - 465-а Ракетна бригада (Осиповичи)
  - 51-ва Оршанска смесена артилерийска група (Осиповичи)
  - 336-а Реактивна артилерийска бригада (Осиповичи)
  - 188-а Гвардейска новгородска инженерна бригада (Могильов)
  - 52-ри Отделен специален издирвателен батальон (Минск)
  - Киноложки център на ВС (Колодищи)
  - Образцов представителен оркестър на ВС РБ (Минск)
  - 3-та База за съхранение на въоръжение и техника (Минск)
- Западно оперативно командване:
  - Командване и щаб (Гродно)
  - 6-а Киевско-берлинска отделна механизирана бригада (Гродно)
  - 11-а Отделна механизирана бригада (Слоним)
  - 111-а Артилерийска бригада (Брест)
  - 1199-и Смесен артилерийски полк (Брест)
  - 557 ма Слуцко-варшавска инженерна бригада (Гродно)
  - 74-ти Отделен берлински свързочен полк (Гродно)
  - 815-и Център за техническо обслужване (Барановичи)
  - 108-и Отделен полк за материално обезпечаване (Новогрудок)
- Северозападно оперативно командване:
  - Командване и щаб (Борисов)
  - 120-а Рогачовска отделна механизирана бригада (Минск)
  - 19-а Гвардейска отделна механизирана бригада (Борисов)
  - 231-ва Артилерийска бригада (Бароука)
  - 427-и Реактивен артилерийски полк (Бароука)
  - 86-а Свързочна бригада (Колодищи)
  - 60-и Отделен барановички свързочен полк (Борисов)
  - 244-ти Център за радиоелектронно разузнаване (Борисов)
  - 10-и Отделен батальон за радиоелектронна борба (Борисов)
  - 7-и Инженерен полк (Борисов)
  - 814-и Център за техническо обслужване (Борисов)
  - 110-и Отделен полк за материално обезпечаване (Борисов)

Военновъздушни сили и противовъздушна отбрана (беларуски: Вайскова-паветраныя сілы ѝ войскі супрацьпаветранае абароны Беларусі, руски: Военно-воздушные силы и войска ПВО РБ)
- Командване на ВВС и ПВО (Минск)
- Централен команден пункт на ВВС и ПВО (Минск)
- 483-ти Отделен батальон за охрана и снабдяване (Минск)
- 1034-ти Център за военно наблюдение и информатизация
- 56-и Тилзитски отделен свързочен полк (Минск)
- Западно оперативно-тактическо въздушно командване:
  - Управление (Барановичи)
  - Команден пункт и пункт за управление
  - 61-ва Изтребителна авиобаза (Барановичи)
  - 120-а Ярославска зенитно-ракетна бригада (Барановичи)
  - 147 ма Зенитно-ракетна бригада
  - 115-а Зенитно-ракетна бригада
  - 302-ра Зенитно-ракетна бригада
  - 1-ви Зенитно-ракетен полк (Гродно)
  - 377-и Гвардейски зенитно-ракетен полк (Полоцк)
  - 825-и (кадриран) Зенитно-ракетен полк (Полоцк)
  - 8-а Радио-техническа бригада (Барановичи)
  - 17 абс
  - 9 араа
- Северозападно оперативно-тактическо въздушно командване:
  - Управление (Минск – Машулищи)
  - Команден пункт и пункт за управление
  - 116-а Гвардейска радомска червенознаменна щурмова авиобаза (Лида)
  - 15-а Зенитно-ракетна бригада (Фанипол)
  - 29-а Зенитно-ракетна бригада (Борисов)
  - 56-а Зенитно-ракетна бригада (Слуцк)
  - 302-ра Зенитно-ракетна бригада (Даманава)
  - 115-и Зенитно-ракетен полк (Брест)
  - 49-и Радио-технически полк (Валеринява)
  - 18 абс
  - 20 араа
- 50-а Смесена авиобаза (Минск-Машулищи)
- 206-и Център за подготовка на летателен състав (Лида)
- 927-и Център за подготовка и експлоатация на БЛА (Берьоза)
- 83-ы асобны інжынэрна-аэрадромны полк (Бобруйск)

Сили за специални операции (беларуски: Сілы спэцыяльных апэрацыяў УС РБ, руски: Силы специальных операций ВС РБ)
- Командване и щаб
- 33-ти Гвардейски отделен отряд със специално предназначение (най-елитното специално подразделение на Беларус)
- 22-ра Отделна рота със специално предназначение (прикрепена към Западното оперативно командване)
- 527 ма Отделна рота със специално предназначение (прикрепена към Северозападното оперативно командване)
- 5-а Отделна бригада със специално предназначение (Марина Горка) (Спецназ)
  - Управление, щаб и специални служби
  - Щабна рота
  - Отделен отряд със специално предназначение на 5-а ОБр Спецназ (известен като „Офицерската рота“)
  - 3 отряда със специално предназначение
  - Свързочен отряд
  - Медицинска рота
  - Подразделение за материално-техническо осигуряване
- 38-а Гвардейска отделна мобилна бригада (Брест) (ВДВ)
- 103-та Гвардейска отделна мобилна бригада (Витебск) (ВДВ), всяка включва:
  - Управление, щаб и специални служби
  - Щабна рота
  - 3 отделни мобилни батальона
  - Десантно-разузнавателна рота
  - Самоходен артилерийски дивизион
  - Зенитен ракетно-артилерийски батальон
  - Самоходна противотанкова батарея
  - Инженерно-сапьорна рота
  - Взвод за ЯХБЗ
  - Свързочен батальон
  - Рота за охрана и снабдяване
  - Медицинска рота
  - Ремонтна рота
  - Рота за материално обезпечаване
  - Взвод за въздушно-десантно обезпечаване

Транспортни войски на ВС РБ (беларуски: Транспартныя войскі Ўзброеных сілаў Беларусі, руски: Транспортные войска Вооружённых сил Республики Беларусь)
- 36-а Пътно-мостова бригада (Осиповичи)
- 2123-та База за съхранение на пътно-строителна техника и имущество
- 307 ма Отделна железопътна бригада (Слуцк)
  - 71-ви Експлоатационен железопътен батальон
  - 259-и Мобилен ремонтен железопътен батальон
  - Школа за младши специалисти за железопътните войски
- 30-а Отделна червенознаменна железопътна бригада (Жодино)
  - 77-и Отделен червенознаменен мостови железопътен батальон
  - 74-ти Мостови железопътен батальон
  - 174-ти Механизиран железопътен батальон
  - 212-и Ремонтен железопътен батальон
- 28-а Железопътна бригада (Жлобин)
- 899-а База за материално-техническо обезпечение на железопътните войски
- 65-а Автомобилна бригада (Минск)

Войска за териториална отбрана (беларуски: Войскі тэрытараяльнай абароны, руски: Войска территориальной обороны) – създадена през 2011 г. с планирана мобилизационна численост около 120 000 души.

## Оборудване
Въоръжените сили на Беларус са оборудвани най-вече с екипировка и техника от съветския период на страната, наследено от разпадналия се СССР. Голям брой западни военни експерти считат това оборудване вече за твърде остаряло. Основните бойни танкове са от руски тип в разновидностите Т-55, Т-62 и Т-72, бронираните машини са основно МТЛБ, БМП-1, БМП-2 и БМД-1 и руски военни камиони ГАЗ-66 и Камаз-6560.
Военновъздушните сили са оборудвани с бойни самолети МиГ-29, Су-27, бомбардировачи Су-24 и Су-25, както и хеликоптери Ми-8, Ми-24 и полско построени Ми-2.
През декември 2005 г. Беларус закупува 10 тренировъчни самолета Aero L-39 Albatros от Украйна и има планове за закупуване на 18 употребявани Су-30К.

### Леко оборудване
- пистолет Макаров
- автомат АК-74
- автомат АКМ
- РПД
- РПК
- картечница ПК
- тежка картечница НСВ
- тежка картечница ДШК
- снайперска пушка СВД
- РПГ-7
- АГС-17
- СПГ-9

### Бронирани бойни машини
ОБТ
- Т-55 (29 в резерва)
- Т-62 (170 в резерва)
- Т-72 (1465)
- Т-80 (92)

БТР
- БМД-1 (154)
- БМП-1 (109)
- БМП-2 (1164)
- БТР-60 (188)
- БТР-70 (446)
- БТР-80 (194)
- МТЛБ (66)

Артилерия